# Dan Gîrleanu
Dan Gîrleanu (ur. 2 czerwca 1954 w Oradei) – były rumuński siatkarz, medalista igrzysk olimpijskich.

## Życiorys
Gîrleanu był w składzie reprezentacji Rumunii podczas igrzysk olimpijskich 1980 w Moskwie. Jego reprezentacja zdobyła brązowy medal.
Zawodnik Dinama Bukareszt, z którym zdobył puchar Europy Zdobywców Pucharów siatkarzy w sezonie 1978/1979, Puchar Europy Mistrzów Klubowych w sezonie 1980/1981 oraz siedem tytułów mistrza Rumunii.